# Liste des primats de l'Église catholique syro-malabare
Cette page donne la liste des primats de l'Église catholique syro-malabare.

## Vicaires apostoliques d'Ernakulam
- Mar Aloysius Pazheparambil (1896 – 1919)

## Archevêques d'Ermakulam
- Mar Augustin Kandathil (1919 – 1956)
- Mar Joseph Parecattil, cardinal (1956 – 1984)
- Mar Sebastien Mankuzhikary, administrateur apostolique (1984 – 1985)

## Archevêques majeurs d'Ernakulam-Angamaly
- Mar Antony Padiyara, cardinal (1985-1996)
- Mar Varkey Vithayathil, cardinal (1999-2011)
- Mar George Alencherry, cardinal (2011-2023)
- Mar Raphael Thattil (2023-)[1],